# Veterinäringenieur
Veterinäringenieur war in der DDR ein Berufsbild in der Veterinärmedizin. Veterinäringenieure hatten einen Ingenieurschulabschluss und wurden in allen Bereichen der veterinärmedizinischen bzw. tierärztlichen Betreuung der Tierbestände im Rahmen von Staatlich-tierärztlichen Gemeinschaftspraxen und anderen veterinärmedizinischen Einrichtungen eingesetzt. Es gab in der DDR zwei Ausbildungseinrichtungen in Beichlingen (Thüringen) und Rostock.

## Entstehungsgeschichte
Das Berufsbild entstand Anfang der 1970er Jahre mit der Einführung der industriemäßigen Tierproduktion in der DDR auf Grund hoher Tierverluste. Etwa zu dieser Zeit gab es auch Veränderungen an den beiden Universitäten in der DDR, an denen ein Studium der Veterinärmedizin möglich war (Berlin und Leipzig). Die veterinärmedizinischen Fakultäten wurden aufgelöst und in eine Sektion „Tierproduktion und Veterinärmedizin“ integriert. Einem Briefwechsel des damaligen Landwirtschaftsministers der DDR, Georg Ewald, an das Zentralkomitee der SED vom Januar 1970 war u. a. der Vorschlag zu entnehmen, „an der Sektion Tierproduktion und Veterinärmedizin an der Humboldtuniversität die Immatrikulationen ab 1971 … zu senken und im Jahre 1974 völlig einzustellen“. Gleichfalls gab es auch zu jener Zeit Veränderungen hinsichtlich der tierärztlichen Tätigkeiten. Private Niederlassungen von Tierärzten wurden nicht mehr zugelassen. 
Der Veterinäringenieur war ein Spezialist im „Ausführungsprozess“. Das Tätigkeitsspektrum umfasste von der Prophylaxe bis zur kurativen Tätigkeit viele veterinärmedizinischen Maßnahmen am Tier.
Die Zulassungsvoraussetzungen für das Studium waren Abitur möglichst in Verbindung mit einem Praktikum in der Landwirtschaft, Berufsausbildung mit Abitur, möglichst in einem verwandten Berufsfeld, oder Abschluss der Polytechnischen Oberschule (10. Klasse) in Verbindung mit einer abgeschlossenen Berufsausbildung und einer Delegierung durch einen Betrieb auf Grund hervorragender Leistungen im Beruf. Eine Delegierung war nicht erforderlich.
Mit dem Schreiben vom 1. Oktober 1990 des frei gewählten Ministerrates der DDR wurde der Abschluss als Hochschulabschluss (FH) im Fach Veterinärmedizin anerkannt.

## Nach der Wiedervereinigung
In der Bundesrepublik Deutschland gab es das Berufsbild nicht, auch gab es keine Interessenvertretung in den alten Bundesländern, weshalb eine direkte Anerkennung scheiterte. 1994 wurde eine Anerkennung als Hochschulstudium (FH-Vorläufereinrichtungen) erreicht. 1997 wurde den Absolventen der ISV Beichlingen von der Hochschule Anhalt in Bernburg durch ein Weiterbildungssemester die Möglichkeit der Erlangung des akademischen Grades Dipl.-Ing. (FH) nach Ablegung einer Prüfung ermöglicht. Die Interessenvertretungen der Veterinäringenieure versuchen bis heute, eine tierärztliche Approbation für Veterinäringenieure zu erreichen.